# Жанзаково
Жанзаково (каз. Жанұзақов) — село в Тюлькубасском районе Туркестанской области Казахстана. Входит в состав Жаскешуского сельского округа. Код КАТО — 516045200.

## Население
В 1999 году население села составляло 211 человек (107 мужчин и 104 женщины). По данным переписи 2009 года, в селе проживало 185 человек (83 мужчины и 102 женщины).